# Карлос Антоніо Лопес
Карлос Антоніо Лопес (ісп. Carlos Antonio López; 4 листопада 1790 — 10 вересня 1862) — парагвайський політик, займав пост президента та фактично був диктатором Парагваю з 1844 до 1862 року. Він дещо ослабив ізоляцію країни, прагнув модернізувати Парагвай і втянув Парагвай у кілька міжнародних суперечок.

## Біографія
Лопес був сином бідних батьків, індіанського та іспанського походження. Після закінчення семінарії Сан-Карлос в Асунсьйоні він викладав там, поки її не закрив диктатор Хосе Гаспар Родрігес де Франсія, який намагався ліквідувати вищу освіту країни. Лопес, який одружився з дівчиною з однієї з найбагатіших родин країни, виїхав на своє ранчо (estancia). У 1841 році, через рік після смерті Хосе Франсії, Лопес став одним з двох консулів, що керували країною. Він керував Парагваєм згідно з конституцією до 1844 року, коли тимчасово скасував конституцію і звільнив другого консула, зробивши себе диктатором. Він був надзвичайно корумпованим правителем і фактично володів половиною країни й ніколи не розрізняв державне та власне майно, та сконцентрував майже всю торговлю країни в руках своєї родини.
Не зважаючи на свою нелюбов до іноземців Лопес пробував модернізувати економіку країни, заохочуючи імміграцію європейських ремісників і професіоналів, з метою розвитку промисловості та армії. Він був також дещо м'якішим щодо своїх політичних супротивників, ніж його попередник, і в 1844 році випустив усіх політичних ув'язнених. Він офіційно скасував рабство і тортури, хоча те й інше були все ще поширені навіть після його смерті. Жорсткий щодо духівництва, він, проте, спробував поліпшити початкову освіту.
Лопес встановив дипломатичні стосунки з багатьма європейськими та американськими державами, але під час його правління міжнародні відносини Парагваю ніколи не були гладкими. Проблеми із США майже привели до війни, крім того, Лопес втрутився в аргентинську громадянську війну 1845—1846 років, коли аргентинський президент Хуан Мануель де Росас відмовився визнати незалежність Парагваю.